# 八田車站
八田車站（日语：／ Hatta eki */?）是位於愛知縣名古屋市中村區與中川區內，為東海旅客鐵道（JR東海）及名古屋市營地下鐵之車站。本站與近畿日本鐵道（近鐵）之近鐵八田站比鄰，可彼此進行轉乘。

## 車站結構

### JR東海
本站屬於混合式月台型式，為配有1面2線島式月台與1面1線側式月台的高架車站。
委由東海交通事業之員工來管理本站。另外，本站由桑名車站來管理。
而本站為JR特定都區市內制度之「名古屋市內」站。

### 月台配置
| 月台 | 路線           | 方向           | 目的地           |
| ---- | -------------- | -------------- | ---------------- |
| 1    | 關西本線       | 下行           | 四日市、松阪方向 |
| 2    | 待避用（中線） | 待避用（中線） | 待避用（中線）   |
| 3    | 關西本線       | 上行           | 名古屋方向       |

### 名古屋市營地下鐵
為擁有1面2線島式月台的地下車站。

### 月台配置
| 月台 | 路線   | 目的地               |
| ---- | ------ | -------------------- |
| 1    | 東山線 | 名古屋、榮、藤丘方向 |
| 2    | 東山線 | 往高畑               |

## 使用情況
根據「名古屋市統計年鑑」，1日平均上車人次如下表。
| 年度   | JR東海 | 地下鐵 |
| ------ | ------ | ------ |
| 2003年 | 902    | 4,602  |
| 2004年 | 983    | 4,610  |
| 2005年 | 1,039  | 4,937  |
| 2006年 | 1,116  | 5,133  |
| 2007年 | 1,219  | 5,292  |
| 2008年 | 1,315  | 5,517  |
| 2009年 | 1,417  | 5,545  |
| 2010年 | 1,484  | 5,631  |
| 2011年 | 1,541  | 5,681  |
| 2012年 | 1,593  | 5,948  |
| 2013年 | 1,642  | 6,162  |
| 2014年 | 1,690  | 6,342  |
| 2015年 | 1,793  | 6,624  |
| 2016年 | 1,892  | 6,806  |
| 2017年 | 1,940  | 7,021  |
| 2018年 | 1,993  | 7,190  |

## 相鄰車站
東海旅客鐵道
 關西本線
■快速「三重」、■快速、■區間快速
通過
■普通
名古屋（CJ00）－（笹島信號場）－八田（CJ01）－春田（CJ02）
 名古屋市營地下鐵
 東山線
高畑（H01）－八田（H02）－岩塚（H03）

## 外部連結
- 八田 - 東海旅客鐵道
- 八田 - 名古屋市交通局

35°08′56″N 136°51′09″E / 35.148867°N 136.852395°E